# Élections législatives de 1951 dans la Manche
Les élections législatives françaises de 1951 ont lieu le 17 juin. Ce sont les deuxièmes élections législatives de la Quatrième République.

## Mode de scrutin
Représentation proportionnelle plurinominale suivant la méthode du plus fort reste dans 103 circonscriptions, conformément à la loi des apparentements : les listes qui se sont « apparentées » avant l'élection remportent tous les sièges de la circonscription si leurs voix ajoutées obtiennent la majorité absolue des suffrages exprimés. Il y a 629 sièges à pourvoir.
Le vote préférentiel est admis. 
Dans le département de la Manche, six députés sont à élire.

## Candidats

### Liste du Rassemblement du peuple français
| N° | Candidats | Candidats                     | Parti | Principales fonctions                                                      |
| -- | --------- | ----------------------------- | ----- | -------------------------------------------------------------------------- |
| 01 |           | Claude Hettier de Boislambert | RPF   | Propriétaire-agriculteur, Compagnon de la Libération, Sainte-Marie-du-Mont |
| 02 |           | Pierre Hénault                | RPF   | Administrateur de sociétés, Villedieu-les-Poêles, député sortant           |
| 03 |           | René Rosette                  | RPF   | Opticien, adjoint au maire de Cherbourg                                    |
| 04 |           | Pierre Godefroy               | RPF   | Journaliste, Valognes                                                      |
| 05 |           | M. Quétier                    | RPF   |                                                                            |
| 06 |           | Philippe Texier-Hugou         | RPF   | Vétérinaire, conseiller général, maire de Percy                            |

### Liste du Mouvement républicain populaire
| N° | Candidats | Candidats            | Parti | Principales fonctions |
| -- | --------- | -------------------- | ----- | --- |
| 01 |           | Jean Raymond-Laurent | MRP   | Professeur, député sortant, ancien secrétaire d'État |
| 02 |           | Maurice Lucas        | MRP   | Ingénieur agricole, éleveur laitier, député sortant, maire de Flottemanville                                                                                     |
| 03 |           | Étienne Fauvel       | MRP   | Médecin à Coutances, conseiller général |
| 04 |           | Paul Guilbert        | MRP   | Pharmacien, ancien résistant déporté, député sortant, Cherbourg                                                                                                  |
| 05 |           | Ernest Lenoël        | MRP   | Avocat, conseiller municipal d'Avranches |
| 06 |           | Charles Jaunet       | MRP   | Ancien employé, vice-président départemental de l’UDAF (Union départementale des associations familiales), premier adjoint au maire de Saint-Hilaire-du-Harcouët |

### Liste de défense républicaine et sociale présentée par le Parti socialiste SFIO et le Parti républicain radical et radical-socialiste
| N° | Candidats | Candidats      | Parti   | Principales fonctions                                                                      |
| -- | --------- | -------------- | ------- | ------------------------------------------------------------------------------------------ |
| 01 |           | René Schmitt   | SFIO    | Député sortant, ancien Ministre, professeur, ancien résistant, maire de Cherbourg          |
| 02 |           | Jules Desmonts | Radical | Professeur retraité, conseiller général, conseiller municipal de Granville                 |
| 03 |           | Georges Fatôme | SFIO    | Ancien charpentier-tôlier à l'Arsenal de Cherbourg, maire de Tourlaville, ancien résistant |
| 04 |           | Arsène Colin   |         |                                                                                            |
| 05 |           | Armand Roquet  |         |                                                                                            |
| 06 |           | Henry Dupont   |         |                                                                                            |

### Liste des indépendants, des paysans et des républicains nationaux
| N° | Candidats | Candidats                               | Parti | Principales fonctions |
| -- | --------- | --------------------------------------- | ----- | --- |
| 01 |           | Jean Michel Guérin du Boscq de Beaumont | CNIP  | Conseiller municipal d'Airel, Médaille de la Résistance, Directeur des affaires d'Amérique au Ministère des affaires étrangères |
| 02 |           | Guy Leclerc                             | CNIP  | Pharmacien, conseiller municipal de Coutances                                                                                   |
| 03 |           | Clément Duchemin                        | CNIP  | Exploitant agricole à Bricquebec, Secrétaire général de la Fédération départementale des syndicats d'exploitants agricoles      |
| 04 |           | Louis Fouilleul                         | CNIP  | Exploitant agricole à Villechien                                                                                                |
| 05 |           | Louis Quévy                             | CNIP  | Commerçant à Saint-Lô |
| 06 |           | Jean-Baptiste Lefranc                   | CNIP  | Exploitant agricole, maire de Vains                                                                                             |

### Liste du Parti communiste français
| N° | Candidats | Candidats         | Parti | Principales fonctions                                         |
| -- | --------- | ----------------- | ----- | ------------------------------------------------------------- |
| 01 |           | Georges Marguerie | PCF   | Ouvrier maçon cimentier, Cherbourg                            |
| 02 |           | Émile Doucet      | PCF   | Secrétaire général de l'Union départementale CGT, Tourlaville |
| 03 |           | Jacques Gascoin   | PCF   |                                                               |
| 04 |           | Alfred Sauvey     | PCF   |                                                               |
| 05 |           | Louis Luet        | PCF   |                                                               |
| 06 |           | Marcel Houivet    | PCF   |                                                               |

## Élus
| Député sortant       | Parti | Parti | Député élu ou réélu              | Parti | Parti |
| -------------------- | ----- | ----- | -------------------------------- | ----- | ----- |
| René Schmitt         |       | SFIO  | René Schmitt                     |       | SFIO  |
| Jean Raymond-Laurent |       | MRP   | Jean Raymond-Laurent             |       | MRP   |
| Maurice Lucas        |       | MRP   | Maurice Lucas                    |       | MRP   |
| Paul Guilbert        |       | MRP   | Claude Hettier de Boislambert    |       | RPF   |
| Étienne Fauvel       |       | MRP   | Pierre Hénault                   |       | RPF   |
| Joseph Lecacheux     |       | CNIP  | Jean Guérin du Boscq de Beaumont |       | CNIP  |

## Résultats

### Résultats à l'échelle du département
- Il n'y a pas d'apparentement de conclu dans le département.
- Les sièges sont répartis à la proportionnelle entre tous les partis.

| Parti    | Parti        | Tête de liste                    | Résultats | Résultats | Sièges |  |
| Parti    | Parti        | Tête de liste                    | Voix      | %         |        |  |
| -------- | ------------ | -------------------------------- | --------- | --------- | ------ |  |
|          | RPF          | Claude Hettier de Boislambert    | 61 249    | 30,70     | 2      |  |
|          | MRP          | Jean Raymond-Laurent             | 42 980    | 21,55     | 2      |  |
|          | SFIO-Rad soc | René Schmitt                     | 39 721    | 19,91     | 1      |  |
|          | CNIP         | Jean Guérin du Boscq de Beaumont | 38 693    | 19,40     | 1      |  |
|          | PCF          | Georges Marguerie                | 13 940    | 6,99      | 0      |  |
|          |              |                                  |           |           |        |  |
| Inscrits | Inscrits     | Inscrits                         | 255 926   | 100,00    | 6      |  |
| Votants  | Votants      | Votants                          | 204 698   | 79,98     |        |  |
| Exprimés | Exprimés     | Exprimés                         | 199 487   | 97,45     |        |  |